# Dusty Rhodes Tag Team Classic

Logo oficial do torneio

Logotipo oficial da versão feminina do torneio

O Dusty Rhodes Tag Team Classic é um torneio anual de duplas de wrestling profissional realizado pela promoção americana WWE, e é apresentado em sua marca NXT, tendo sido realizado pela primeira vez em 2015. Nos anos seguintes, lutadores das marcas NXT UK e 205 Live - ambas versões subsidiárias/irmãs do torneio foram inseridas em 2021 e acontecem simultaneamente com o torneio masculino.
O torneio foi estabelecido em 2015, após a morte do WWE Hall of Fame Dusty Rhodes, que foi o criador e estrela dos torneios da Crockett Cup na National Wrestling Alliance (NWA) em meados dos anos 1980, ao qual o Dusty Classic foi inspirado.

## História do torneio
O torneio de eliminatório de 16 equipes foi estabelecido em agosto de 2015 como um tributo a Dusty Rhodes - que servia como produtor e treinador sênior no NXT - e foi formalmente anunciado durante o NXT TakeOver: Brooklyn , que aconteceu logo após a sua morte. No torneio daquele ano as lutas ocorreram durante todo o mês de setembro tanto no programa semanal NXT e nos house shows do NXT, com a final ocorrendo em outubro no NXT TakeOver: Respect, com a equipe de Finn Bálor e Samoa Joe sendo a vencedora, tendo derrotado Baron Corbin e Rhyno na final.
A segunda edição do torneio aconteceu durante o outono de 2016 - novamente com 16 equipes - com a final sendo realizada em novembro no NXT TakeOver: Toronto, onde foi vencido pelos Authors of Pain, após derrotarem o TM-61.
O torneio não foi realizado em 2017, depois de tirar um semestre extra para mudar para uma programação de inverno/início da primavera, retornando em 2018. Agora com apenas 8 equipes, a final da edição de 2018 aconteceu no NXT TakeOver: New Orleans, uma noite antes da WrestleMania 34. Foi vencido por Adam Cole e Kyle O'Reilly da The Undisputed Era, que defenderam com sucesso seu NXT Tag Team Championship em uma luta Winners Take All Triple Threat contra os dois finalistas do torneio, The Authors of Pain e Roderick Strong e Pete Dunne.
A quarta edição foi realizada em fevereiro e março de 2019. Aleister Black e Ricochet venceram o torneio de oito equipes, derrotando os Forgotten Sons (Wesley Blake e Steve Cutler) na final em 13 de março durante as gravações do NXT.
A quinta edição do torneio foi anunciada durante o episódio de 1 de janeiro de 2020 do NXT. Novamente apresentando 8 equipes, pela primeira vez o torneio incluiu equipes da marca irmã NXT UK, com ambas as marcas tendo quatro equipes cada no torneio. Todas as quatro lutas da primeira rodada caracterizaram confrontos diretos NXT vs. NXT UK, e as semifinais e finais também acabaram apresentando equipes NXT vs. NXT UK. Os BroserWeights (Matt Riddle e Pete Dunne) representando o NXT venceram o torneio, derrotando os Grizzled Young Veterans do NXT UK (Zack Gibson e James Drake) no episódio ao vivo de 29 de janeiro de 2020 do NXT.
A sexta edição do torneio foi anunciada durante o episódio de 30 de dezembro de 2020 do NXT e começou em 13 de janeiro de 2021. Em 2021, o torneio voltou ao seu formato original de 16 equipes. Além disso, as equipes do 205 Live — que como a NXT UK é uma marca subsidiária/irmã sob a bandeira do NXT — também participariam do torneio (com algumas lutas ocorrendo no 205 Live), bem como ex-lutadores do NXT, o Lucha House Party (agora membros da marca Raw), que participaram como participantes convidados. Também em 2021, a primeira versão feminina do torneio foi anunciada em 6 de janeiro e começou em 20 de janeiro, com lutas ocorrendo em ambos os programas NXT e 205 Live, que também marcou as primeiras lutas femininas a serem realizadas no 205 Live.

## Prêmio
Os vencedores do torneio recebem o Troféu do Dusty Rhodes Tag Team Classic, que é modelado em parte nas botas de luta estilo "cowboy" de Rhodes.
Desde 2019, os vencedores do torneio masculino também recebem uma luta pelo NXT Tag Team Championship, enquanto as vencedoras do torneio feminino, estabelecido em 2021, também recebebem uma luta pelo WWE Women's Tag Team Championship.

## Vencedores
| Evento                      | Data                    | Cidade                 | Local                  | Vencedores                                    | Notas |
| --------------------------- | ----------------------- | ---------------------- | ---------------------- | --------------------------------------------- | --- |
| NXT TakeOver: Respect       | 7 de outubro de 2015    | Winter Park, Florida   | Full Sail University   | Finn Bálor e Samoa Joe                        | |
| NXT TakeOver: Toronto       | 19 de novembro de 2016  | Toronto, Canadá        | Air Canada Centre      | The Authors of Pain(Akam e Rezar)             | O empresário dos Authors of Pain Paul Ellering foi suspenso em uma gaiola acima do ringue. |
| NXT TakeOver: New Orleans   | 7 de abril de 2018      | New Orleans, Louisiana | Smoothie King Center   | The Undisputed Era(Adam Cole e Kyle O'Reilly) | Esta luta também foi pelo NXT Tag Team Championship, defendidos pela The Undisputed Era. A The Undisputed Era não eram participants oficiais do torneio, mas foram colocados na final após interferirem na final oficial entre os finalistas, The Authors of Pain (Akam e Rezar), e a equipe de Pete Dunne e Roderick Strong causando uma dupla desqualificação. |
| NXT                         | 13 de março de 2019     | Winter Park, Florida   | Full Sail University   | Aleister Black e Ricochet                     | Ganharam uma luta contra os War Raiders (Hanson e Rowe) pelo NXT Tag Team Championship no NXT TakeOver: New York, onde não tiveram sucesso. |
| NXT                         | 29 de janeiro de 2020   | Winter Park, Florida   | Full Sail University   | The BroserWeights (Matt Riddle e Pete Dunne)  | Ganharam uma luta contra The Undisputed Era (Bobby Fish e Kyle O'Reilly) pelo NXT Tag Team Championship no NXT TakeOver: Portland, onde foram bem-sucedidos. |
| NXT TakeOver: Vengeance Day | 14 de fevereiro de 2021 | Orlando, Florida       | WWE Performance Center | MSK (Nash Carter e Wes Lee)                   | Ganharam uma luta contra Oney Lorcan e Danny Burch pelo NXT Tag Team Championship |
| NXT TakeOver: Vengeance Day | 14 de fevereiro de 2021 | Orlando, Florida       | WWE Performance Center | Dakota Kai e Raquel González                  | Ganharam uma luta contra Nia Jax e Shayna Baszler pelo WWE Women's Tag Team Championship |

### 2015
|  | Primeira fase NXT/Live events | Primeira fase NXT/Live events                   | Primeira fase NXT/Live events |                        |                        | Quartas de final NXT/Live eventS | Quartas de final NXT/Live eventS | Quartas de final NXT/Live eventS |  |  | Semifinais NXT TakeOver: Respect | Semifinais NXT TakeOver: Respect | Semifinais NXT TakeOver: Respect |  |  | Final NXT TakeOver: Respect | Final NXT TakeOver: Respect | Final NXT TakeOver: Respect |  |
|  |                               |                                                 |                               |                        |                        |                                  |                                  |                                  |  |  |                                  |                                  |                                  |  |  |                             |                             |                             |  |
|  | 1                             | Enzo Amore e Big Cass                           | Pin                           |                        |                        |                                  |                                  |                                  |  |  |                                  |                                  |                                  |  |  |                             |                             |                             |  |
|  | 1                             | Enzo Amore e Big Cass                           | Pin                           |                        |                        |                                  |                                  |                                  |  |  |                                  |                                  |                                  |  |  |                             |                             |                             |  |
|  | 16                            | Angelo Dawkins e Sawyer Fulton                  |                               |                        |                        |                                  |                                  |                                  |  |  |                                  |                                  |                                  |  |  |                             |                             |                             |  |
|  | 16                            | Angelo Dawkins e Sawyer Fulton                  |                               | Enzo Amore e Big Cass  | Enzo Amore e Big Cass  | 09:13                            |                                  |                                  |  |  |                                  |                                  |                                  |  |  |                             |                             |                             |  |
|  |                               |                                                 |                               | Enzo Amore e Big Cass  | Enzo Amore e Big Cass  | 09:13                            |                                  |                                  |  |  |                                  |                                  |                                  |  |  |                             |                             |                             |  |
|  |                               |                                                 | Finn Bálor e Samoa Joe        | Finn Bálor e Samoa Joe | Pin                    |                                  |                                  |                                  |  |  |                                  |                                  |                                  |  |  |                             |                             |                             |  |
|  | 8                             | Finn Bálor e Samoa Joe                          | Finn Bálor e Samoa Joe        | Finn Bálor e Samoa Joe | Pin                    | Pin                              |                                  |                                  |  |  |                                  |                                  |                                  |  |  |                             |                             |                             |  |
|  | 8                             | Finn Bálor e Samoa Joe                          |                               |                        |                        |                                  |                                  |                                  |  |  |                                  |                                  |                                  |  |  |                             |                             |                             |  |
|  | 9                             | The Lucha Dragons (Kalisto e Sin Cara)          |                               |                        |                        |                                  |                                  |                                  |  |  |                                  |                                  |                                  |  |  |                             |                             |                             |  |
|  | 9                             | The Lucha Dragons (Kalisto e Sin Cara)          |                               | Finn Bálor e Samoa Joe | Finn Bálor e Samoa Joe | Pin                              |                                  |                                  |  |  |                                  |                                  |                                  |  |  |                             |                             |                             |  |
|  |                               |                                                 |                               |                        |                        |                                  |                                  |                                  |  |  |                                  |                                  |                                  |  |  |                             |                             |                             |  |
|  |                               |                                                 | The Revival                   | The Revival            | 09:05                  |                                  |                                  |                                  |  |  |                                  |                                  |                                  |  |  |                             |                             |                             |  |
|  | 5                             | Blake e Murphy                                  | The Revival                   | The Revival            | 09:05                  |                                  |                                  |                                  |  |  |                                  |                                  |                                  |  |  |                             |                             |                             |  |
|  | 5                             | Blake e Murphy                                  |                               |                        |                        |                                  |                                  |                                  |  |  |                                  |                                  |                                  |  |  |                             |                             |                             |  |
|  | 12                            | The Vaudevillains (Aiden English e Simon Gotch) | Pin                           |                        |                        |                                  |                                  |                                  |  |  |                                  |                                  |                                  |  |  |                             |                             |                             |  |
|  | 12                            | The Vaudevillains (Aiden English e Simon Gotch) | Pin                           |                        | The Vaudevillains      | The Vaudevillains                | 12:25                            |                                  |  |  |                                  |                                  |                                  |  |  |                             |                             |                             |  |
|  |                               |                                                 |                               |                        | The Vaudevillains      | The Vaudevillains                | 12:25                            |                                  |  |  |                                  |                                  |                                  |  |  |                             |                             |                             |  |
|  |                               |                                                 | The Revival                   | The Revival            | Pin                    |                                  |                                  |                                  |  |  |                                  |                                  |                                  |  |  |                             |                             |                             |  |
|  | 4                             | Elias Samson e Tucker Knight                    | The Revival                   | The Revival            | Pin                    |                                  |                                  |                                  |  |  |                                  |                                  |                                  |  |  |                             |                             |                             |  |
|  | 4                             | Elias Samson e Tucker Knight                    |                               |                        |                        |                                  |                                  |                                  |  |  |                                  |                                  |                                  |  |  |                             |                             |                             |  |
|  | 13                            | The Revival (Scott Dawson e Dash Wilder)        | Pin                           |                        |                        |                                  |                                  |                                  |  |  |                                  |                                  |                                  |  |  |                             |                             |                             |  |
|  | 13                            | The Revival (Scott Dawson e Dash Wilder)        | Pin                           |                        | Finn Bálor e Samoa Joe | Finn Bálor e Samoa Joe           | Pin                              |                                  |  |  |                                  |                                  |                                  |  |  |                             |                             |                             |  |
|  |                               |                                                 |                               |                        |                        |                                  |                                  |                                  |  |  |                                  |                                  |                                  |  |  |                             |                             |                             |  |
|  |                               |                                                 | Baron Corbin e Rhyno          | Baron Corbin e Rhyno   | 11:10                  |                                  |                                  |                                  |  |  |                                  |                                  |                                  |  |  |                             |                             |                             |  |
|  | 6                             | The Hype Bros (Zack Ryder e Mojo Rawley)        | Baron Corbin e Rhyno          | Baron Corbin e Rhyno   | 11:10                  | Pin                              |                                  |                                  |  |  |                                  |                                  |                                  |  |  |                             |                             |                             |  |
|  | 6                             | The Hype Bros (Zack Ryder e Mojo Rawley)        |                               |                        |                        |                                  |                                  |                                  |  |  |                                  |                                  |                                  |  |  |                             |                             |                             |  |
|  | 11                            | Alexander Wolfe e Noah Kekoa                    |                               |                        |                        |                                  |                                  |                                  |  |  |                                  |                                  |                                  |  |  |                             |                             |                             |  |
|  | 11                            | Alexander Wolfe e Noah Kekoa                    |                               | The Hype Bros          | The Hype Bros          | 22:03                            |                                  |                                  |  |  |                                  |                                  |                                  |  |  |                             |                             |                             |  |
|  |                               |                                                 |                               | The Hype Bros          | The Hype Bros          | 22:03                            |                                  |                                  |  |  |                                  |                                  |                                  |  |  |                             |                             |                             |  |
|  |                               |                                                 | American Alpha                | American Alpha         | Pin                    |                                  |                                  |                                  |  |  |                                  |                                  |                                  |  |  |                             |                             |                             |  |
|  | 3                             | American Alpha (Jason Jordan e Chad Gable)      | American Alpha                | American Alpha         | Pin                    | Pin                              |                                  |                                  |  |  |                                  |                                  |                                  |  |  |                             |                             |                             |  |
|  | 3                             | American Alpha (Jason Jordan e Chad Gable)      |                               |                        |                        |                                  |                                  |                                  |  |  |                                  |                                  |                                  |  |  |                             |                             |                             |  |
|  | 14                            | Neville e Solomon Crowe                         |                               |                        |                        |                                  |                                  |                                  |  |  |                                  |                                  |                                  |  |  |                             |                             |                             |  |
|  | 14                            | Neville e Solomon Crowe                         |                               | American Alpha         | American Alpha         | 10:28                            |                                  |                                  |  |  |                                  |                                  |                                  |  |  |                             |                             |                             |  |
|  |                               |                                                 |                               |                        |                        |                                  |                                  |                                  |  |  |                                  |                                  |                                  |  |  |                             |                             |                             |  |
|  |                               |                                                 | Baron Corbin e Rhyno          | Baron Corbin e Rhyno   | Pin                    |                                  |                                  |                                  |  |  |                                  |                                  |                                  |  |  |                             |                             |                             |  |
|  | 7                             | Baron Corbin e Rhyno                            | Baron Corbin e Rhyno          | Baron Corbin e Rhyno   | Pin                    | Pin                              |                                  |                                  |  |  |                                  |                                  |                                  |  |  |                             |                             |                             |  |
|  | 7                             | Baron Corbin e Rhyno                            |                               |                        |                        |                                  |                                  |                                  |  |  |                                  |                                  |                                  |  |  |                             |                             |                             |  |
|  | 10                            | The Ascension (Konnor e Viktor)                 |                               |                        |                        |                                  |                                  |                                  |  |  |                                  |                                  |                                  |  |  |                             |                             |                             |  |
|  | 10                            | The Ascension (Konnor e Viktor)                 |                               | Baron Corbin e Rhyno   | Baron Corbin e Rhyno   | Pin                              |                                  |                                  |  |  |                                  |                                  |                                  |  |  |                             |                             |                             |  |
|  |                               |                                                 |                               | Baron Corbin e Rhyno   | Baron Corbin e Rhyno   | Pin                              |                                  |                                  |  |  |                                  |                                  |                                  |  |  |                             |                             |                             |  |
|  |                               |                                                 | DIY                           |                        |                        |                                  |                                  |                                  |  |  |                                  |                                  |                                  |  |  |                             |                             |                             |  |
|  | 2                             | Tyler Breeze e Bull Dempsey                     |                               |                        |                        |                                  |                                  |                                  |  |  |                                  |                                  |                                  |  |  |                             |                             |                             |  |
|  | 2                             | Tyler Breeze e Bull Dempsey                     |                               |                        |                        |                                  |                                  |                                  |  |  |                                  |                                  |                                  |  |  |                             |                             |                             |  |
|  | 15                            | DIY (Johnny Gargano e Tommaso Ciampa)           | Pin                           |                        |                        |                                  |                                  |                                  |  |  |                                  |                                  |                                  |  |  |                             |                             |                             |  |

### 2016
|  | Primeira fase NXT (5 de outuro) | Primeira fase NXT (5 de outuro)                | Primeira fase NXT (5 de outuro) |                                |                            | Quartas de final NXT/Live event (2 de novembro) | Quartas de final NXT/Live event (2 de novembro) | Quartas de final NXT/Live event (2 de novembro) |  |  | Semifinais Live event (7 de novembro) | Semifinais Live event (7 de novembro) | Semifinais Live event (7 de novembro) |  |  | Final NXT TakeOver: Toronto (19 de novembro) | Final NXT TakeOver: Toronto (19 de novembro) | Final NXT TakeOver: Toronto (19 de novembro) |  |
|  |                                 |                                                |                                 |                                |                            |                                                 |                                                 |                                                 |  |  |                                       |                                       |                                       |  |  |                                              |                                              |                                              |  |
|  | 1                               | TM-61 (Nick Miller e Shane Thorne)             | Pin                             |                                |                            |                                                 |                                                 |                                                 |  |  |                                       |                                       |                                       |  |  |                                              |                                              |                                              |  |
|  | 1                               | TM-61 (Nick Miller e Shane Thorne)             | Pin                             |                                |                            |                                                 |                                                 |                                                 |  |  |                                       |                                       |                                       |  |  |                                              |                                              |                                              |  |
|  | 16                              | Riddick Moss e Tino Sabbatelli                 | [ 11 ]                          |                                |                            |                                                 |                                                 |                                                 |  |  |                                       |                                       |                                       |  |  |                                              |                                              |                                              |  |
|  | 16                              | Riddick Moss e Tino Sabbatelli                 | [ 11 ]                          |                                | TM-61                      | TM-61                                           | Pin2                                            |                                                 |  |  |                                       |                                       |                                       |  |  |                                              |                                              |                                              |  |
|  |                                 |                                                |                                 |                                | TM-61                      | TM-61                                           | Pin2                                            |                                                 |  |  |                                       |                                       |                                       |  |  |                                              |                                              |                                              |  |
|  |                                 |                                                | Austin Aries e Roderick Strong  | Austin Aries e Roderick Strong | [ 12 ] [ 13 ]              |                                                 |                                                 |                                                 |  |  |                                       |                                       |                                       |  |  |                                              |                                              |                                              |  |
|  | 8                               | Austin Aries e Roderick Strong                 | Austin Aries e Roderick Strong  | Austin Aries e Roderick Strong | [ 12 ] [ 13 ]              | Pin                                             |                                                 |                                                 |  |  |                                       |                                       |                                       |  |  |                                              |                                              |                                              |  |
|  | 8                               | Austin Aries e Roderick Strong                 |                                 |                                |                            |                                                 |                                                 |                                                 |  |  |                                       |                                       |                                       |  |  |                                              |                                              |                                              |  |
|  | 9                               | Heavy Machinery (Otis Dozovic e Tucker Knight) | [ 14 ]                          |                                |                            |                                                 |                                                 |                                                 |  |  |                                       |                                       |                                       |  |  |                                              |                                              |                                              |  |
|  | 9                               | Heavy Machinery (Otis Dozovic e Tucker Knight) | [ 14 ]                          |                                | TM-61                      | TM-61                                           | Pin                                             |                                                 |  |  |                                       |                                       |                                       |  |  |                                              |                                              |                                              |  |
|  |                                 |                                                |                                 |                                |                            |                                                 |                                                 |                                                 |  |  |                                       |                                       |                                       |  |  |                                              |                                              |                                              |  |
|  |                                 |                                                | SAnitY                          | SAnitY                         | [ 15 ] [ 16 ]              |                                                 |                                                 |                                                 |  |  |                                       |                                       |                                       |  |  |                                              |                                              |                                              |  |
|  | 5                               | Kota Ibushi e T.J. Perkins1                    | SAnitY                          | SAnitY                         | [ 15 ] [ 16 ]              | Sub                                             |                                                 |                                                 |  |  |                                       |                                       |                                       |  |  |                                              |                                              |                                              |  |
|  | 5                               | Kota Ibushi e T.J. Perkins1                    |                                 |                                |                            |                                                 |                                                 |                                                 |  |  |                                       |                                       |                                       |  |  |                                              |                                              |                                              |  |
|  | 12                              | Lince Dorado e Mustafa Ali                     | [ 17 ]                          |                                |                            |                                                 |                                                 |                                                 |  |  |                                       |                                       |                                       |  |  |                                              |                                              |                                              |  |
|  | 12                              | Lince Dorado e Mustafa Ali                     | [ 17 ]                          |                                | Kota Ibushi e T.J. Perkins | Kota Ibushi e T.J. Perkins                      | [ 13 ]                                          |                                                 |  |  |                                       |                                       |                                       |  |  |                                              |                                              |                                              |  |
|  |                                 |                                                |                                 |                                | Kota Ibushi e T.J. Perkins | Kota Ibushi e T.J. Perkins                      | [ 13 ]                                          |                                                 |  |  |                                       |                                       |                                       |  |  |                                              |                                              |                                              |  |
|  |                                 |                                                | SAnitY                          | SAnitY                         | Pin                        |                                                 |                                                 |                                                 |  |  |                                       |                                       |                                       |  |  |                                              |                                              |                                              |  |
|  | 4                               | Bobby Roode e Tye Dillinger                    | SAnitY                          | SAnitY                         | Pin                        | [ 11 ]                                          |                                                 |                                                 |  |  |                                       |                                       |                                       |  |  |                                              |                                              |                                              |  |
|  | 4                               | Bobby Roode e Tye Dillinger                    |                                 |                                |                            |                                                 |                                                 |                                                 |  |  |                                       |                                       |                                       |  |  |                                              |                                              |                                              |  |
|  | 13                              | SAnitY (Alexander Wolfe e Sawyer Fulton)       | Pin                             |                                |                            |                                                 |                                                 |                                                 |  |  |                                       |                                       |                                       |  |  |                                              |                                              |                                              |  |
|  | 13                              | SAnitY (Alexander Wolfe e Sawyer Fulton)       | Pin                             | TM-61                          |                            |                                                 |                                                 |                                                 |  |  |                                       |                                       |                                       |  |  |                                              |                                              |                                              |  |
|  |                                 |                                                |                                 |                                |                            |                                                 |                                                 |                                                 |  |  |                                       |                                       |                                       |  |  |                                              |                                              |                                              |  |
|  |                                 |                                                | The Authors of Pain             | The Authors of Pain            | Pin                        |                                                 |                                                 |                                                 |  |  |                                       |                                       |                                       |  |  |                                              |                                              |                                              |  |
|  | 6                               | The Authors of Pain (Akam e Rezar)             | The Authors of Pain             | The Authors of Pain            | Pin                        | Pin                                             |                                                 |                                                 |  |  |                                       |                                       |                                       |  |  |                                              |                                              |                                              |  |
|  | 6                               | The Authors of Pain (Akam e Rezar)             |                                 |                                |                            |                                                 |                                                 |                                                 |  |  |                                       |                                       |                                       |  |  |                                              |                                              |                                              |  |
|  | 11                              | The Bollywood Boyz (Gurv Sihra e Harv Sihra)   | [ 18 ]                          |                                |                            |                                                 |                                                 |                                                 |  |  |                                       |                                       |                                       |  |  |                                              |                                              |                                              |  |
|  | 11                              | The Bollywood Boyz (Gurv Sihra e Harv Sihra)   | [ 18 ]                          |                                | The Authors of Pain        | The Authors of Pain                             | Pin                                             |                                                 |  |  |                                       |                                       |                                       |  |  |                                              |                                              |                                              |  |
|  |                                 |                                                |                                 |                                | The Authors of Pain        | The Authors of Pain                             | Pin                                             |                                                 |  |  |                                       |                                       |                                       |  |  |                                              |                                              |                                              |  |
|  |                                 |                                                | No Way Jose e Rich Swann        | No Way Jose e Rich Swann       | [ 12 ] [ 13 ]              |                                                 |                                                 |                                                 |  |  |                                       |                                       |                                       |  |  |                                              |                                              |                                              |  |
|  | 3                               | No Way Jose e Rich Swann                       | No Way Jose e Rich Swann        | No Way Jose e Rich Swann       | [ 12 ] [ 13 ]              | Pin                                             |                                                 |                                                 |  |  |                                       |                                       |                                       |  |  |                                              |                                              |                                              |  |
|  | 3                               | No Way Jose e Rich Swann                       |                                 |                                |                            |                                                 |                                                 |                                                 |  |  |                                       |                                       |                                       |  |  |                                              |                                              |                                              |  |
|  | 14                              | Drew Gulak e Tony Nese                         | [ 14 ]                          |                                |                            |                                                 |                                                 |                                                 |  |  |                                       |                                       |                                       |  |  |                                              |                                              |                                              |  |
|  | 14                              | Drew Gulak e Tony Nese                         | [ 14 ]                          |                                | The Authors of Pain        | The Authors of Pain                             | Pin                                             |                                                 |  |  |                                       |                                       |                                       |  |  |                                              |                                              |                                              |  |
|  |                                 |                                                |                                 |                                |                            |                                                 |                                                 |                                                 |  |  |                                       |                                       |                                       |  |  |                                              |                                              |                                              |  |
|  |                                 |                                                | #DIY                            | #DIY                           | [ 15 ] [ 16 ]              |                                                 |                                                 |                                                 |  |  |                                       |                                       |                                       |  |  |                                              |                                              |                                              |  |
|  | 7                               | The Revival (Dash Wilder e Scott Dawson)       | #DIY                            | #DIY                           | [ 15 ] [ 16 ]              | Pin                                             |                                                 |                                                 |  |  |                                       |                                       |                                       |  |  |                                              |                                              |                                              |  |
|  | 7                               | The Revival (Dash Wilder e Scott Dawson)       |                                 |                                |                            |                                                 |                                                 |                                                 |  |  |                                       |                                       |                                       |  |  |                                              |                                              |                                              |  |
|  | 10                              | Andrade Almas e Cedric Alexander               | [ 18 ]                          |                                |                            |                                                 |                                                 |                                                 |  |  |                                       |                                       |                                       |  |  |                                              |                                              |                                              |  |
|  | 10                              | Andrade Almas e Cedric Alexander               | [ 18 ]                          |                                | The Revival                | The Revival                                     | [ 13 ]                                          |                                                 |  |  |                                       |                                       |                                       |  |  |                                              |                                              |                                              |  |
|  |                                 |                                                |                                 |                                | The Revival                | The Revival                                     | [ 13 ]                                          |                                                 |  |  |                                       |                                       |                                       |  |  |                                              |                                              |                                              |  |
|  |                                 |                                                | #DIY                            | #DIY                           | Forfeit3                   |                                                 |                                                 |                                                 |  |  |                                       |                                       |                                       |  |  |                                              |                                              |                                              |  |
|  | 2                               | #DIY (Johnny Gargano e Tommaso Ciampa)         | #DIY                            | #DIY                           | Forfeit3                   | Pin                                             |                                                 |                                                 |  |  |                                       |                                       |                                       |  |  |                                              |                                              |                                              |  |
|  | 2                               | #DIY (Johnny Gargano e Tommaso Ciampa)         |                                 |                                |                            |                                                 |                                                 |                                                 |  |  |                                       |                                       |                                       |  |  |                                              |                                              |                                              |  |
|  | 15                              | Ho Ho Lun e Tian Bing                          | [ 17 ]                          |                                |                            |                                                 |                                                 |                                                 |  |  |                                       |                                       |                                       |  |  |                                              |                                              |                                              |  |

1 O parceiro original de Ibushi, Hideo Itami, se lesionou antes do torneio começar, sendo substituído por T.J. Perkins.
2 Aries não pôde competir devido a uma lesão. William Regal decidiu que a dupla vencedora seria decida entre uma luta individual entre Thorne e Strong.
3 The Revival retiraram-se do torneio, afirmando que Dawson estava lesionado.

### 2018
|  | Primeira Rodada NXT (7 de março) | Primeira Rodada NXT (7 de março)                  | Primeira Rodada NXT (7 de março) |                               |                                                                   | Semifinais NXT (28 de março)                                      | Semifinais NXT (28 de março) | Semifinais NXT (28 de março) |  |  | Final NXT TakeOver: New Orleans (7 de abril) | Final NXT TakeOver: New Orleans (7 de abril) | Final NXT TakeOver: New Orleans (7 de abril) |  |
|  |                                  |                                                   |                                  |                               |                                                                   |                                                                   |                              |                              |  |  |                                              |                                              |                                              |  |
|  | 1                                | The Street Profits (Angelo Dawkins e Montez Ford) | Pin                              |                               |                                                                   |                                                                   |                              |                              |  |  |                                              |                                              |                                              |  |
|  | 1                                | The Street Profits (Angelo Dawkins e Montez Ford) | Pin                              |                               |                                                                   |                                                                   |                              |                              |  |  |                                              |                                              |                                              |  |
|  | 8                                | Heavy Machinery (Otis Dozovic e Tucker Knight)    | 3:39                             |                               |                                                                   |                                                                   |                              |                              |  |  |                                              |                                              |                                              |  |
|  | 8                                | Heavy Machinery (Otis Dozovic e Tucker Knight)    | 3:39                             |                               | The Street Profits                                                | The Street Profits                                                | 2:31                         |                              |  |  |                                              |                                              |                                              |  |
|  |                                  |                                                   |                                  |                               | The Street Profits                                                | The Street Profits                                                | 2:31                         |                              |  |  |                                              |                                              |                                              |  |
|  |                                  |                                                   | The Authors of Pain              | The Authors of Pain           | Pin                                                               |                                                                   |                              |                              |  |  |                                              |                                              |                                              |  |
|  | 4                                | TM-61 (Nick Miller e Shane Thorne)                | The Authors of Pain              | The Authors of Pain           | Pin                                                               | 8:03                                                              |                              |                              |  |  |                                              |                                              |                                              |  |
|  | 4                                | TM-61 (Nick Miller e Shane Thorne)                |                                  |                               |                                                                   |                                                                   |                              |                              |  |  |                                              |                                              |                                              |  |
|  | 5                                | The Authors of Pain (Akam e Rezar)                | Pin                              |                               |                                                                   |                                                                   |                              |                              |  |  |                                              |                                              |                                              |  |
|  | 5                                | The Authors of Pain (Akam e Rezar)                | Pin                              |                               | The Authors of PainThe Undisputed Era (Adam Cole e Kyle O'Reilly) | The Authors of PainThe Undisputed Era (Adam Cole e Kyle O'Reilly) | Pin                          |                              |  |  |                                              |                                              |                                              |  |
|  |                                  |                                                   |                                  |                               |                                                                   |                                                                   |                              |                              |  |  |                                              |                                              |                                              |  |
|  |                                  |                                                   | Pete Dunne e Roderick Strong2    | Pete Dunne e Roderick Strong2 | 11:38                                                             |                                                                   |                              |                              |  |  |                                              |                                              |                                              |  |
|  | 2                                | Riddick Moss e Tino Sabbatelli                    | Pete Dunne e Roderick Strong2    | Pete Dunne e Roderick Strong2 | 11:38                                                             | 3:45                                                              |                              |                              |  |  |                                              |                                              |                                              |  |
|  | 2                                | Riddick Moss e Tino Sabbatelli                    |                                  |                               |                                                                   |                                                                   |                              |                              |  |  |                                              |                                              |                                              |  |
|  | 7                                | Sanity (Alexander Wolfe e Eric Young)             | Pin                              |                               |                                                                   |                                                                   |                              |                              |  |  |                                              |                                              |                                              |  |
|  | 7                                | Sanity (Alexander Wolfe e Eric Young)             | Pin                              |                               | Sanity                                                            | Sanity                                                            | 10:23                        |                              |  |  |                                              |                                              |                                              |  |
|  |                                  |                                                   |                                  |                               | Sanity                                                            | Sanity                                                            | 10:23                        |                              |  |  |                                              |                                              |                                              |  |
|  |                                  |                                                   | Pete Dunne e Roderick Strong     | Pete Dunne e Roderick Strong  | Pin                                                               |                                                                   |                              |                              |  |  |                                              |                                              |                                              |  |
|  | 3                                | Danny Burch e Oney Lorcan                         | Pete Dunne e Roderick Strong     | Pete Dunne e Roderick Strong  | Pin                                                               | 8:29                                                              |                              |                              |  |  |                                              |                                              |                                              |  |
|  | 3                                | Danny Burch e Oney Lorcan                         |                                  |                               |                                                                   |                                                                   |                              |                              |  |  |                                              |                                              |                                              |  |
|  | 6                                | Pete Dunne e Roderick Strong1                     | Pin                              |                               |                                                                   |                                                                   |                              |                              |  |  |                                              |                                              |                                              |  |

1 ↑  Strong e Dunne substituíram a equipe anteriormente anunciada de Tyler Bate e Trent Seven, depois de Bate sofrer uma lesão no joelho.
2 ↑  Esta foi uma luta de três duplas que era também pelo NXT Tag Team Championship, e envolveu os campeões The Undisputed Era (Adam Cole e Kyle O'Reilly).

### 2019
|  | Primeira Rodada NXT (Gravado em 20 de fevereiro, exibido em 6 de março) | Primeira Rodada NXT (Gravado em 20 de fevereiro, exibido em 6 de março) | Primeira Rodada NXT (Gravado em 20 de fevereiro, exibido em 6 de março) |                           |     | Semifinais NXT (Gravado em 20 de fevereiro, exibido em 13 de março) | Semifinais NXT (Gravado em 20 de fevereiro, exibido em 13 de março) | Semifinais NXT (Gravado em 20 de fevereiro, exibido em 13 de março) |  |  | Final NXT (Gravado em 13 de março, exibido em 27 de março) | Final NXT (Gravado em 13 de março, exibido em 27 de março) | Final NXT (Gravado em 13 de março, exibido em 27 de março) |  |
|  |                                                                         |                                                                         |                                                                         |                           |     |                                                                     |                                                                     |                                                                     |  |  |                                                            |                                                            |                                                            |  |
|  | 1                                                                       | Moustache Mountain (Trent Seven e Tyler Bate)                           | Pin                                                                     |                           |     |                                                                     |                                                                     |                                                                     |  |  |                                                            |                                                            |                                                            |  |
|  | 1                                                                       | Moustache Mountain (Trent Seven e Tyler Bate)                           | Pin                                                                     |                           |     |                                                                     |                                                                     |                                                                     |  |  |                                                            |                                                            |                                                            |  |
|  | 8                                                                       | The Street Profits (Angelo Dawkins e Montez Ford)                       |                                                                         |                           |     |                                                                     |                                                                     |                                                                     |  |  |                                                            |                                                            |                                                            |  |
|  | 8                                                                       | The Street Profits (Angelo Dawkins e Montez Ford)                       | Moustache Mountain                                                      |                           |     |                                                                     |                                                                     |                                                                     |  |  |                                                            |                                                            |                                                            |  |
|  |                                                                         |                                                                         |                                                                         |                           |     |                                                                     |                                                                     |                                                                     |  |  |                                                            |                                                            |                                                            |  |
|  |                                                                         |                                                                         | The Forgotten Sons                                                      | The Forgotten Sons        | Pin |                                                                     |                                                                     |                                                                     |  |  |                                                            |                                                            |                                                            |  |
|  | 4                                                                       | Oney Lorcan e Danny Burch                                               | The Forgotten Sons                                                      | The Forgotten Sons        | Pin |                                                                     |                                                                     |                                                                     |  |  |                                                            |                                                            |                                                            |  |
|  | 4                                                                       | Oney Lorcan e Danny Burch                                               |                                                                         |                           |     |                                                                     |                                                                     |                                                                     |  |  |                                                            |                                                            |                                                            |  |
|  | 5                                                                       | The Forgotten Sons (Steve Cutler e Wesley Blake)                        | Pin                                                                     |                           |     |                                                                     |                                                                     |                                                                     |  |  |                                                            |                                                            |                                                            |  |
|  | 5                                                                       | The Forgotten Sons (Steve Cutler e Wesley Blake)                        | Pin                                                                     | The Forgotten Sons        |     |                                                                     |                                                                     |                                                                     |  |  |                                                            |                                                            |                                                            |  |
|  |                                                                         |                                                                         |                                                                         |                           |     |                                                                     |                                                                     |                                                                     |  |  |                                                            |                                                            |                                                            |  |
|  |                                                                         |                                                                         | Aleister Black e Ricochet                                               | Aleister Black e Ricochet | Pin |                                                                     |                                                                     |                                                                     |  |  |                                                            |                                                            |                                                            |  |
|  | 2                                                                       | DIY (Tommaso Ciampa e Johnny Gargano)                                   | Aleister Black e Ricochet                                               | Aleister Black e Ricochet | Pin | Pin                                                                 |                                                                     |                                                                     |  |  |                                                            |                                                            |                                                            |  |
|  | 2                                                                       | DIY (Tommaso Ciampa e Johnny Gargano)                                   |                                                                         |                           |     |                                                                     |                                                                     |                                                                     |  |  |                                                            |                                                            |                                                            |  |
|  | 7                                                                       | The Undisputed Era (Kyle O'Reilly e Bobby Fish)                         |                                                                         |                           |     |                                                                     |                                                                     |                                                                     |  |  |                                                            |                                                            |                                                            |  |
|  | 7                                                                       | The Undisputed Era (Kyle O'Reilly e Bobby Fish)                         | DIY                                                                     |                           |     |                                                                     |                                                                     |                                                                     |  |  |                                                            |                                                            |                                                            |  |
|  |                                                                         |                                                                         |                                                                         |                           |     |                                                                     |                                                                     |                                                                     |  |  |                                                            |                                                            |                                                            |  |
|  |                                                                         |                                                                         | Aleister Black e Ricochet                                               | Aleister Black e Ricochet | Pin |                                                                     |                                                                     |                                                                     |  |  |                                                            |                                                            |                                                            |  |
|  | 3                                                                       | Aleister Black e Ricochet                                               | Aleister Black e Ricochet                                               | Aleister Black e Ricochet | Pin | Pin                                                                 |                                                                     |                                                                     |  |  |                                                            |                                                            |                                                            |  |
|  | 3                                                                       | Aleister Black e Ricochet                                               |                                                                         |                           |     |                                                                     |                                                                     |                                                                     |  |  |                                                            |                                                            |                                                            |  |
|  | 6                                                                       | Fabian Aichner e Marcel Barthel                                         |                                                                         |                           |     |                                                                     |                                                                     |                                                                     |  |  |                                                            |                                                            |                                                            |  |

### 2020
|  | Primeira Rodada NXT (8 e 15 de janeiro) | Primeira Rodada NXT (8 e 15 de janeiro)                      | Primeira Rodada NXT (8 e 15 de janeiro) |                                  |                                  | Semifinais NXT (22 de janeiro)   | Semifinais NXT (22 de janeiro) | Semifinais NXT (22 de janeiro) |  |  | Final NXT (29 de janeiro) | Final NXT (29 de janeiro) | Final NXT (29 de janeiro) |  |
|  |                                         |                                                              |                                         |                                  |                                  |                                  |                                |                                |  |  |                           |                           |                           |  |
|  | 1                                       | Imperium (NXT UK) (Fabian Aichner e Marcel Barthel)          | Pin                                     |                                  |                                  |                                  |                                |                                |  |  |                           |                           |                           |  |
|  | 1                                       | Imperium (NXT UK) (Fabian Aichner e Marcel Barthel)          | Pin                                     |                                  |                                  |                                  |                                |                                |  |  |                           |                           |                           |  |
|  | 8                                       | The Forgotten Sons (NXT) (Steve Cutler e Wesley Blake)       | 5:08                                    |                                  |                                  |                                  |                                |                                |  |  |                           |                           |                           |  |
|  | 8                                       | The Forgotten Sons (NXT) (Steve Cutler e Wesley Blake)       | 5:08                                    |                                  | Imperium (NXT UK)                | Imperium (NXT UK)                | 11:23                          |                                |  |  |                           |                           |                           |  |
|  |                                         |                                                              |                                         |                                  | Imperium (NXT UK)                | Imperium (NXT UK)                | 11:23                          |                                |  |  |                           |                           |                           |  |
|  |                                         |                                                              | The BroserWeights (NXT)                 | The BroserWeights (NXT)          | Pin                              |                                  |                                |                                |  |  |                           |                           |                           |  |
|  | 4                                       | The BroserWeights (NXT) (Matt Riddle e Pete Dunne)           | The BroserWeights (NXT)                 | The BroserWeights (NXT)          | Pin                              | Pin                              |                                |                                |  |  |                           |                           |                           |  |
|  | 4                                       | The BroserWeights (NXT) (Matt Riddle e Pete Dunne)           |                                         |                                  |                                  |                                  |                                |                                |  |  |                           |                           |                           |  |
|  | 5                                       | Mark Andrews e Flash Morgan Webster (NXT UK)                 | 18:20                                   |                                  |                                  |                                  |                                |                                |  |  |                           |                           |                           |  |
|  | 5                                       | Mark Andrews e Flash Morgan Webster (NXT UK)                 | 18:20                                   |                                  | The BroserWeights (NXT)          | The BroserWeights (NXT)          | Pin                            |                                |  |  |                           |                           |                           |  |
|  |                                         |                                                              |                                         |                                  |                                  |                                  |                                |                                |  |  |                           |                           |                           |  |
|  |                                         |                                                              | Grizzled Young Veterans (NXT UK)        | Grizzled Young Veterans (NXT UK) | 17:39                            |                                  |                                |                                |  |  |                           |                           |                           |  |
|  | 2                                       | Grizzled Young Veterans (NXT UK) (James Drake e Zack Gibson) | Grizzled Young Veterans (NXT UK)        | Grizzled Young Veterans (NXT UK) | 17:39                            | Pin                              |                                |                                |  |  |                           |                           |                           |  |
|  | 2                                       | Grizzled Young Veterans (NXT UK) (James Drake e Zack Gibson) |                                         |                                  |                                  |                                  |                                |                                |  |  |                           |                           |                           |  |
|  | 7                                       | Time Splitters (NXT) (Kushida e Alex Shelley)                | 12:00                                   |                                  |                                  |                                  |                                |                                |  |  |                           |                           |                           |  |
|  | 7                                       | Time Splitters (NXT) (Kushida e Alex Shelley)                | 12:00                                   |                                  | Grizzled Young Veterans (NXT UK) | Grizzled Young Veterans (NXT UK) | Pin                            |                                |  |  |                           |                           |                           |  |
|  |                                         |                                                              |                                         |                                  | Grizzled Young Veterans (NXT UK) | Grizzled Young Veterans (NXT UK) | Pin                            |                                |  |  |                           |                           |                           |  |
|  |                                         |                                                              | The Undisputed Era (NXT)                | The Undisputed Era (NXT)         | 13:00                            |                                  |                                |                                |  |  |                           |                           |                           |  |
|  | 3                                       | Gallus (NXT UK) (Mark Coffey e Wolfgang)                     | The Undisputed Era (NXT)                | The Undisputed Era (NXT)         | 13:00                            | 8:51                             |                                |                                |  |  |                           |                           |                           |  |
|  | 3                                       | Gallus (NXT UK) (Mark Coffey e Wolfgang)                     |                                         |                                  |                                  |                                  |                                |                                |  |  |                           |                           |                           |  |
|  | 6                                       | The Undisputed Era (NXT) (Bobby Fish e Kyle O'Reilly)        | Pin                                     |                                  |                                  |                                  |                                |                                |  |  |                           |                           |                           |  |

### 2021

#### Masculino
|  | Primeira Rodada NXT e 205 Live (13 e 22 janeiro) | Primeira Rodada NXT e 205 Live (13 e 22 janeiro)    | Primeira Rodada NXT e 205 Live (13 e 22 janeiro)    |                                                     |                                                     | Quartas de final NXT (27 de janeiro – 3 de fevereiro) | Quartas de final NXT (27 de janeiro – 3 de fevereiro) | Quartas de final NXT (27 de janeiro – 3 de fevereiro) |  |  | Semifinais NXT (10 de fevereiro) | Semifinais NXT (10 de fevereiro) | Semifinais NXT (10 de fevereiro) |  |  | Final NXT TakeOver: Vengeance Day (14 de fevereiro) | Final NXT TakeOver: Vengeance Day (14 de fevereiro) | Final NXT TakeOver: Vengeance Day (14 de fevereiro) |  |
|  |                                                  |                                                     |                                                     |                                                     |                                                     |                                                       |                                                       |                                                       |  |  |                                  |                                  |                                  |  |  |                                                     |                                                     |                                                     |  |
|  | 1                                                | The Undisputed Era (Adam Cole e Roderick Strong)    | Pin                                                 |                                                     |                                                     |                                                       |                                                       |                                                       |  |  |                                  |                                  |                                  |  |  |                                                     |                                                     |                                                     |  |
|  | 1                                                | The Undisputed Era (Adam Cole e Roderick Strong)    | Pin                                                 |                                                     |                                                     |                                                       |                                                       |                                                       |  |  |                                  |                                  |                                  |  |  |                                                     |                                                     |                                                     |  |
|  | 16                                               | Breezango (Tyler Breeze e Fandango)                 | 11:57                                               |                                                     |                                                     |                                                       |                                                       |                                                       |  |  |                                  |                                  |                                  |  |  |                                                     |                                                     |                                                     |  |
|  | 16                                               | Breezango (Tyler Breeze e Fandango)                 | 11:57                                               |                                                     | The Undisputed Era (Adam Cole e Roderick Strong)    | The Undisputed Era (Adam Cole e Roderick Strong)      | 17:05                                                 |                                                       |  |  |                                  |                                  |                                  |  |  |                                                     |                                                     |                                                     |  |
|  |                                                  |                                                     |                                                     |                                                     | The Undisputed Era (Adam Cole e Roderick Strong)    | The Undisputed Era (Adam Cole e Roderick Strong)      | 17:05                                                 |                                                       |  |  |                                  |                                  |                                  |  |  |                                                     |                                                     |                                                     |  |
|  |                                                  |                                                     | Tommaso Ciampa e Timothy Thatcher                   | Tommaso Ciampa e Timothy Thatcher                   | Pin                                                 |                                                       |                                                       |                                                       |  |  |                                  |                                  |                                  |  |  |                                                     |                                                     |                                                     |  |
|  | 8                                                | Tommaso Ciampa e Timothy Thatcher                   | Tommaso Ciampa e Timothy Thatcher                   | Tommaso Ciampa e Timothy Thatcher                   | Pin                                                 | Pin                                                   |                                                       |                                                       |  |  |                                  |                                  |                                  |  |  |                                                     |                                                     |                                                     |  |
|  | 8                                                | Tommaso Ciampa e Timothy Thatcher                   |                                                     |                                                     |                                                     |                                                       |                                                       |                                                       |  |  |                                  |                                  |                                  |  |  |                                                     |                                                     |                                                     |  |
|  | 9                                                | Ariya Daivari e Tony Nese                           | [ 23 ]                                              |                                                     |                                                     |                                                       |                                                       |                                                       |  |  |                                  |                                  |                                  |  |  |                                                     |                                                     |                                                     |  |
|  | 9                                                | Ariya Daivari e Tony Nese                           | [ 23 ]                                              |                                                     | Tommaso Ciampa e Timothy Thatcher                   | Tommaso Ciampa e Timothy Thatcher                     | 11:37                                                 |                                                       |  |  |                                  |                                  |                                  |  |  |                                                     |                                                     |                                                     |  |
|  |                                                  |                                                     |                                                     |                                                     |                                                     |                                                       |                                                       |                                                       |  |  |                                  |                                  |                                  |  |  |                                                     |                                                     |                                                     |  |
|  |                                                  |                                                     | Grizzled Young Veterans (James Drake e Zack Gibson) | Grizzled Young Veterans (James Drake e Zack Gibson) | Pin                                                 |                                                       |                                                       |                                                       |  |  |                                  |                                  |                                  |  |  |                                                     |                                                     |                                                     |  |
|  | 5                                                | Kushida e Leon Ruff                                 | Grizzled Young Veterans (James Drake e Zack Gibson) | Grizzled Young Veterans (James Drake e Zack Gibson) | Pin                                                 | Pin                                                   |                                                       |                                                       |  |  |                                  |                                  |                                  |  |  |                                                     |                                                     |                                                     |  |
|  | 5                                                | Kushida e Leon Ruff                                 |                                                     |                                                     |                                                     |                                                       |                                                       |                                                       |  |  |                                  |                                  |                                  |  |  |                                                     |                                                     |                                                     |  |
|  | 12                                               | The Way (Johnny Gargano e Austin Theory)            | 14:46                                               |                                                     |                                                     |                                                       |                                                       |                                                       |  |  |                                  |                                  |                                  |  |  |                                                     |                                                     |                                                     |  |
|  | 12                                               | The Way (Johnny Gargano e Austin Theory)            | 14:46                                               |                                                     | Kushida e Leon Ruff                                 | Kushida e Leon Ruff                                   | 9:51                                                  |                                                       |  |  |                                  |                                  |                                  |  |  |                                                     |                                                     |                                                     |  |
|  |                                                  |                                                     |                                                     |                                                     | Kushida e Leon Ruff                                 | Kushida e Leon Ruff                                   | 9:51                                                  |                                                       |  |  |                                  |                                  |                                  |  |  |                                                     |                                                     |                                                     |  |
|  |                                                  |                                                     | Grizzled Young Veterans (James Drake e Zack Gibson) | Grizzled Young Veterans (James Drake e Zack Gibson) | Pin                                                 |                                                       |                                                       |                                                       |  |  |                                  |                                  |                                  |  |  |                                                     |                                                     |                                                     |  |
|  | 4                                                | Ever-Rise (Chase Parker e Matt Martel)              | Grizzled Young Veterans (James Drake e Zack Gibson) | Grizzled Young Veterans (James Drake e Zack Gibson) | Pin                                                 | 7:58                                                  |                                                       |                                                       |  |  |                                  |                                  |                                  |  |  |                                                     |                                                     |                                                     |  |
|  | 4                                                | Ever-Rise (Chase Parker e Matt Martel)              |                                                     |                                                     |                                                     |                                                       |                                                       |                                                       |  |  |                                  |                                  |                                  |  |  |                                                     |                                                     |                                                     |  |
|  | 13                                               | Grizzled Young Veterans (James Drake e Zack Gibson) | Pin                                                 |                                                     |                                                     |                                                       |                                                       |                                                       |  |  |                                  |                                  |                                  |  |  |                                                     |                                                     |                                                     |  |
|  | 13                                               | Grizzled Young Veterans (James Drake e Zack Gibson) | Pin                                                 |                                                     | Grizzled Young Veterans (James Drake e Zack Gibson) | Grizzled Young Veterans (James Drake e Zack Gibson)   | 18:26                                                 |                                                       |  |  |                                  |                                  |                                  |  |  |                                                     |                                                     |                                                     |  |
|  |                                                  |                                                     |                                                     |                                                     |                                                     |                                                       |                                                       |                                                       |  |  |                                  |                                  |                                  |  |  |                                                     |                                                     |                                                     |  |
|  |                                                  |                                                     | MSK (Nash Carter and Wes Lee)                       | MSK (Nash Carter and Wes Lee)                       | Pin                                                 |                                                       |                                                       |                                                       |  |  |                                  |                                  |                                  |  |  |                                                     |                                                     |                                                     |  |
|  | 6                                                | MSK (Nash Carter and Wes Lee)                       | MSK (Nash Carter and Wes Lee)                       | MSK (Nash Carter and Wes Lee)                       | Pin                                                 | Pin                                                   |                                                       |                                                       |  |  |                                  |                                  |                                  |  |  |                                                     |                                                     |                                                     |  |
|  | 6                                                | MSK (Nash Carter and Wes Lee)                       |                                                     |                                                     |                                                     |                                                       |                                                       |                                                       |  |  |                                  |                                  |                                  |  |  |                                                     |                                                     |                                                     |  |
|  | 11                                               | Jake Atlas e Isaiah "Swerve" Scott                  | 8:36                                                |                                                     |                                                     |                                                       |                                                       |                                                       |  |  |                                  |                                  |                                  |  |  |                                                     |                                                     |                                                     |  |
|  | 11                                               | Jake Atlas e Isaiah "Swerve" Scott                  | 8:36                                                |                                                     | MSK (Nash Carter and Wes Lee)                       | MSK (Nash Carter and Wes Lee)                         | Pin                                                   |                                                       |  |  |                                  |                                  |                                  |  |  |                                                     |                                                     |                                                     |  |
|  |                                                  |                                                     |                                                     |                                                     | MSK (Nash Carter and Wes Lee)                       | MSK (Nash Carter and Wes Lee)                         | Pin                                                   |                                                       |  |  |                                  |                                  |                                  |  |  |                                                     |                                                     |                                                     |  |
|  |                                                  |                                                     | Drake Maverick e Killian Dain                       | Drake Maverick e Killian Dain                       | 11:04                                               |                                                       |                                                       |                                                       |  |  |                                  |                                  |                                  |  |  |                                                     |                                                     |                                                     |  |
|  | 3                                                | August Grey e Curt Stallion                         | Drake Maverick e Killian Dain                       | Drake Maverick e Killian Dain                       | 11:04                                               | [ 27 ]                                                |                                                       |                                                       |  |  |                                  |                                  |                                  |  |  |                                                     |                                                     |                                                     |  |
|  | 3                                                | August Grey e Curt Stallion                         |                                                     |                                                     |                                                     |                                                       |                                                       |                                                       |  |  |                                  |                                  |                                  |  |  |                                                     |                                                     |                                                     |  |
|  | 14                                               | Drake Maverick e Killian Dain                       | Pin                                                 |                                                     |                                                     |                                                       |                                                       |                                                       |  |  |                                  |                                  |                                  |  |  |                                                     |                                                     |                                                     |  |
|  | 14                                               | Drake Maverick e Killian Dain                       | Pin                                                 |                                                     | MSK (Nash Carter and Wes Lee)                       | MSK (Nash Carter and Wes Lee)                         | Pin                                                   |                                                       |  |  |                                  |                                  |                                  |  |  |                                                     |                                                     |                                                     |  |
|  |                                                  |                                                     |                                                     |                                                     |                                                     |                                                       |                                                       |                                                       |  |  |                                  |                                  |                                  |  |  |                                                     |                                                     |                                                     |  |
|  |                                                  |                                                     | Legado del Fantasma (Joaquin Wilde e Raul Mendoza)  | Legado del Fantasma (Joaquin Wilde e Raul Mendoza)  | 9:34                                                |                                                       |                                                       |                                                       |  |  |                                  |                                  |                                  |  |  |                                                     |                                                     |                                                     |  |
|  | 7                                                | Lucha House Party (Gran Metalik e Lince Dorado)     | Legado del Fantasma (Joaquin Wilde e Raul Mendoza)  | Legado del Fantasma (Joaquin Wilde e Raul Mendoza)  | 9:34                                                | Pin                                                   |                                                       |                                                       |  |  |                                  |                                  |                                  |  |  |                                                     |                                                     |                                                     |  |
|  | 7                                                | Lucha House Party (Gran Metalik e Lince Dorado)     |                                                     |                                                     |                                                     |                                                       |                                                       |                                                       |  |  |                                  |                                  |                                  |  |  |                                                     |                                                     |                                                     |  |
|  | 10                                               | Imperium (Fabian Aichner e Marcel Barthel)          | 9:54                                                |                                                     |                                                     |                                                       |                                                       |                                                       |  |  |                                  |                                  |                                  |  |  |                                                     |                                                     |                                                     |  |
|  | 10                                               | Imperium (Fabian Aichner e Marcel Barthel)          | 9:54                                                |                                                     | Lucha House Party (Gran Metalik e Lince Dorado)     | Lucha House Party (Gran Metalik e Lince Dorado)       | 6:23                                                  |                                                       |  |  |                                  |                                  |                                  |  |  |                                                     |                                                     |                                                     |  |
|  |                                                  |                                                     |                                                     |                                                     | Lucha House Party (Gran Metalik e Lince Dorado)     | Lucha House Party (Gran Metalik e Lince Dorado)       | 6:23                                                  |                                                       |  |  |                                  |                                  |                                  |  |  |                                                     |                                                     |                                                     |  |
|  |                                                  |                                                     | Legado del Fantasma (Joaquin Wilde e Raul Mendoza)  | Legado del Fantasma (Joaquin Wilde e Raul Mendoza)  | Pin                                                 |                                                       |                                                       |                                                       |  |  |                                  |                                  |                                  |  |  |                                                     |                                                     |                                                     |  |
|  | 2                                                | The Bollywood Boyz (Samir Singh e Sunil Singh)      | Legado del Fantasma (Joaquin Wilde e Raul Mendoza)  | Legado del Fantasma (Joaquin Wilde e Raul Mendoza)  | Pin                                                 | [ 27 ]                                                |                                                       |                                                       |  |  |                                  |                                  |                                  |  |  |                                                     |                                                     |                                                     |  |
|  | 2                                                | The Bollywood Boyz (Samir Singh e Sunil Singh)      |                                                     |                                                     |                                                     |                                                       |                                                       |                                                       |  |  |                                  |                                  |                                  |  |  |                                                     |                                                     |                                                     |  |
|  | 15                                               | Legado del Fantasma (Joaquin Wilde e Raul Mendoza)  | Pin                                                 |                                                     |                                                     |                                                       |                                                       |                                                       |  |  |                                  |                                  |                                  |  |  |                                                     |                                                     |                                                     |  |

#### Feminino
|  | Quartas de final NXT e 205 Live (20 e 29 de janeiro) | Quartas de final NXT e 205 Live (20 e 29 de janeiro) | Quartas de final NXT e 205 Live (20 e 29 de janeiro) |                                |                                         | Semifinais NXT (3 e 10 de fevereiro)    | Semifinais NXT (3 e 10 de fevereiro) | Semifinais NXT (3 e 10 de fevereiro) |  |  | Final NXT TakeOver: Vengeance Day (14 de fevereiro) | Final NXT TakeOver: Vengeance Day (14 de fevereiro) | Final NXT TakeOver: Vengeance Day (14 de fevereiro) |  |
|  |                                                      |                                                      |                                                      |                                |                                         |                                         |                                      |                                      |  |  |                                                     |                                                     |                                                     |  |
|  | 1                                                    | Cora Jade e Gigi Dolin                               | [ 23 ]                                               |                                |                                         |                                         |                                      |                                      |  |  |                                                     |                                                     |                                                     |  |
|  | 1                                                    | Cora Jade e Gigi Dolin                               | [ 23 ]                                               |                                |                                         |                                         |                                      |                                      |  |  |                                                     |                                                     |                                                     |  |
|  | 8                                                    | The Way (Candice LeRae e Indi Hartwell)              | Pin                                                  |                                |                                         |                                         |                                      |                                      |  |  |                                                     |                                                     |                                                     |  |
|  | 8                                                    | The Way (Candice LeRae e Indi Hartwell)              | Pin                                                  |                                | The Way (Candice LeRae e Indi Hartwell) | The Way (Candice LeRae e Indi Hartwell) | 14:19                                |                                      |  |  |                                                     |                                                     |                                                     |  |
|  |                                                      |                                                      |                                                      |                                | The Way (Candice LeRae e Indi Hartwell) | The Way (Candice LeRae e Indi Hartwell) | 14:19                                |                                      |  |  |                                                     |                                                     |                                                     |  |
|  |                                                      |                                                      | Ember Moon e Shotzi Blackheart                       | Ember Moon e Shotzi Blackheart | Pin                                     |                                         |                                      |                                      |  |  |                                                     |                                                     |                                                     |  |
|  | 4                                                    | Ember Moon e Shotzi Blackheart                       | Ember Moon e Shotzi Blackheart                       | Ember Moon e Shotzi Blackheart | Pin                                     | Sub                                     |                                      |                                      |  |  |                                                     |                                                     |                                                     |  |
|  | 4                                                    | Ember Moon e Shotzi Blackheart                       |                                                      |                                |                                         |                                         |                                      |                                      |  |  |                                                     |                                                     |                                                     |  |
|  | 5                                                    | Marina Shafir e Zoey Stark                           | [ 29 ]                                               |                                |                                         |                                         |                                      |                                      |  |  |                                                     |                                                     |                                                     |  |
|  | 5                                                    | Marina Shafir e Zoey Stark                           | [ 29 ]                                               |                                | Ember Moon e Shotzi Blackheart          | Ember Moon e Shotzi Blackheart          | 17:40                                |                                      |  |  |                                                     |                                                     |                                                     |  |
|  |                                                      |                                                      |                                                      |                                |                                         |                                         |                                      |                                      |  |  |                                                     |                                                     |                                                     |  |
|  |                                                      |                                                      | Dakota Kai e Raquel González                         | Dakota Kai e Raquel González   | Pin                                     |                                         |                                      |                                      |  |  |                                                     |                                                     |                                                     |  |
|  | 2                                                    | Kacy Catanzaro e Kayden Carter                       | Dakota Kai e Raquel González                         | Dakota Kai e Raquel González   | Pin                                     | Pin                                     |                                      |                                      |  |  |                                                     |                                                     |                                                     |  |
|  | 2                                                    | Kacy Catanzaro e Kayden Carter                       |                                                      |                                |                                         |                                         |                                      |                                      |  |  |                                                     |                                                     |                                                     |  |
|  | 7                                                    | Mercedes Martinez e Toni Storm                       | 9:27                                                 |                                |                                         |                                         |                                      |                                      |  |  |                                                     |                                                     |                                                     |  |
|  | 7                                                    | Mercedes Martinez e Toni Storm                       | 9:27                                                 |                                | Kacy Catanzaro e Kayden Carter          | Kacy Catanzaro e Kayden Carter          | 13:01                                |                                      |  |  |                                                     |                                                     |                                                     |  |
|  |                                                      |                                                      |                                                      |                                | Kacy Catanzaro e Kayden Carter          | Kacy Catanzaro e Kayden Carter          | 13:01                                |                                      |  |  |                                                     |                                                     |                                                     |  |
|  |                                                      |                                                      | Dakota Kai e Raquel González                         | Dakota Kai e Raquel González   | Pin                                     |                                         |                                      |                                      |  |  |                                                     |                                                     |                                                     |  |
|  | 3                                                    | Aliyah e Jessi Kamea                                 | Dakota Kai e Raquel González                         | Dakota Kai e Raquel González   | Pin                                     | 5:56                                    |                                      |                                      |  |  |                                                     |                                                     |                                                     |  |
|  | 3                                                    | Aliyah e Jessi Kamea                                 |                                                      |                                |                                         |                                         |                                      |                                      |  |  |                                                     |                                                     |                                                     |  |
|  | 6                                                    | Dakota Kai e Raquel González                         | Pin                                                  |                                |                                         |                                         |                                      |                                      |  |  |                                                     |                                                     |                                                     |  |